# Coche Reservado N.º 502
El Coche Reservado N.º 502 es un monumento Histórico protegido por la ley provincial número 1373/80. Se halla ubicado en el centro de la localidad santacruceña de Puerto Deseado. 
Se destaca por ser uno de los pocos elementos del material rodante del Ferrocarril Puerto Deseado a Colonia Las Heras que pudo ser conservado tras el cierre y desmantelamiento del ramal ordenado por la dictadura militar argentina en 1978. Este suceso afectó a todo el parque rodante ferroviario y algunos elementos de infraestructura. Su conservación es una acto de heroísmo del pueblo deseandense que alcanzó a salvar el patrimonio histórico con una pueblada que aun es recordada.

## Historia
El coche Ferroviario Reservado N.º. 502 fue construido en 1898 en Lancaster, Inglaterra. En su primer servicio en el legendario Ferrocarril Andino, primer línea ferroviaria de Mendoza y San Juan, respondiendo a la necesidad de unir las provincias de Cuyo con los puertos del litoral. Alrededor del año 1910 llega a la Patagonia argentina, más precisamente a Puerto Deseado. No obstante, su uso siempre fue especial y en el año 1922 se le dio la denominación de Coche Reservado N° 502. El motivo de este nombre se debió a que este vagón era de uso, por sus comodidades y lujos, fue exclusivo para autoridades del ferrocarril y personajes ilustres de la época.
El Vagón Histórico que perteneció al ex Ferrocarril patagónico y luego fue transferido a la gerencia del Ferrocarril Roca.  A lo largo de su servicio de Ferrocarril Puerto Deseado a Colonia Las Heras cubrió el tramo de 285 kilómetros comprendido entre Puerto Deseado y Colonia Las Heras durante aproximadamente siete décadas.

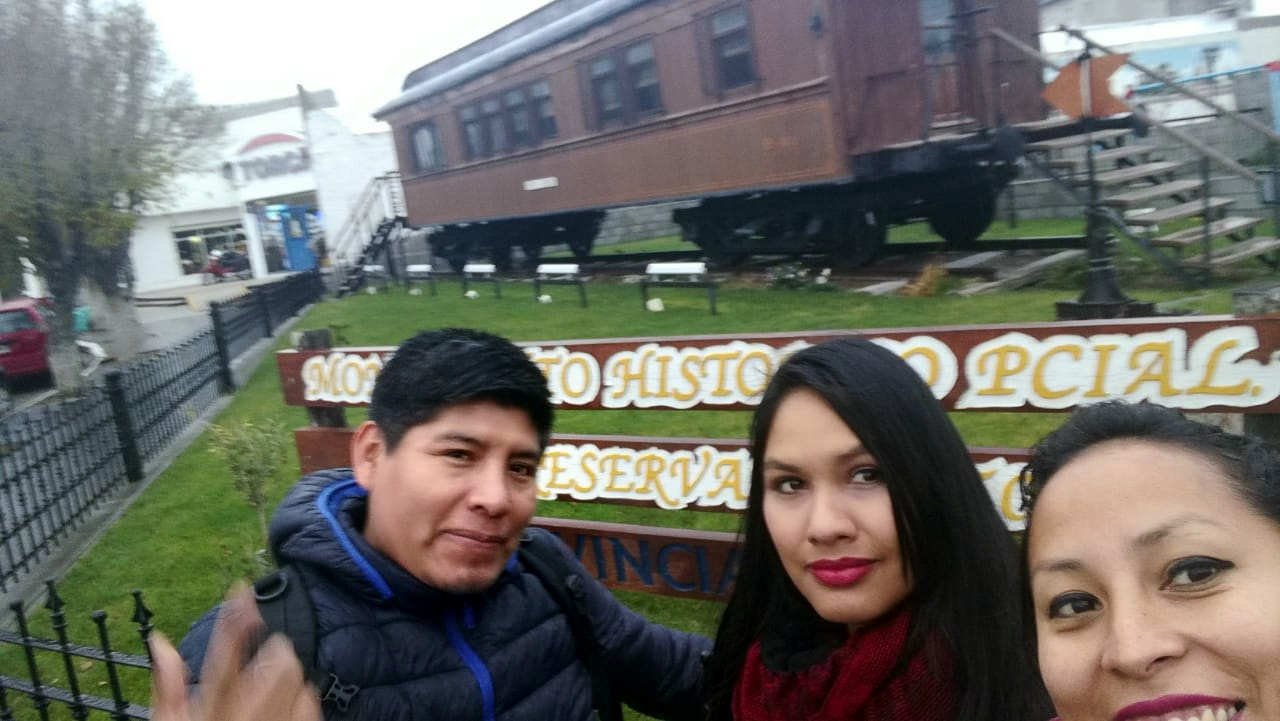
Turistas junto al histórico vagón.

Entre los hechos más relevantes que sucedieron en él fue el servicio prestado a los huelguistas y luego al Ejército Argentino durante los años 1920/1922 en los hechos acontecidos durante las huelgas conocidas como Patagonia Rebelde y que acabó con la vida de 2.052 personas. Siendo en  ese hecho histórico el pasajero más famoso el teniente coronel Benigno Varela, como el jefe de l Regimiento 10º de CaballeríaHúsares de Pueyrredón.

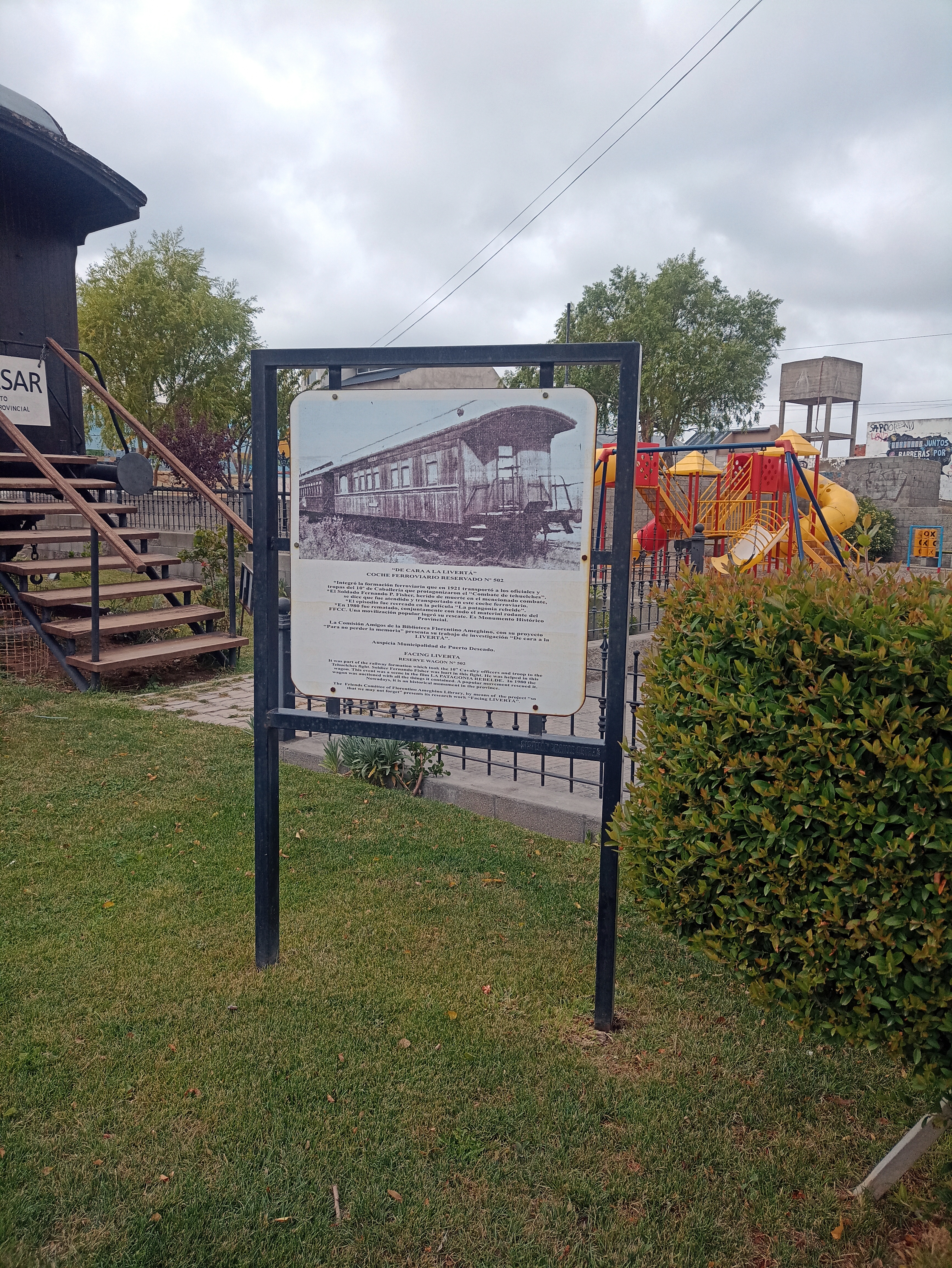
Cartelería interpretativa junto al monumento.

En el año 1974 se filmó La Patagonia Rebelde. En su rodaje fue empleando nuevamente este coche reservado para reconstruir los paso del ejército en las huelgas. El material fílmico es el último testimonio histórico del funcionamiento del ferrocarril y del material rodante antes de su destrucción.
Por medio del decreto 3599, del 30 de noviembre de 1977 la última dictadura militar argentina decretó  la clausura 984 km de la red ferroviaria por ser deficitarios, bajo tráfico, mal estado y escasas posibilidades de recuperación. La medida ordenaba el levantamiento de vías e instalaciones y exceptuaba alguna zonas por estudios que se estaban ejecutando. Como resultado el ferrocarril solo se ordenó clausurar el tramo comprendido entre Puerto Deseado y Las Heras para cargas o pasajeros .Por esta razón, sus instalaciones quedaron intactas por estos estudios sobreviviendo las vías, estaciones y demás infraestructura casi intacta una vez concretada la clausura total de los últimos servicios que aun hacia el ferrocarril el 15 de enero de 1978 con la resolución P.N 2101/77 de Ferrocarriles Argentinos ordenaba el cese definitivo de los últimos servicios que el ferrocarril prestaba.Para sepultar toda esperanza de reapertura en diciembre de 1980, inició el desguace de material rodante. El mismo se hizo mediante un negociado: Videla le donó el ferrocarril a su esposa, esta a los salesianos y ellos lo vendieron a los chatarreros gitanos. Casi todo fue a desguace. Aproximadamente más de 100 coches, vagones y locomotoras fueron destrozadas a soplete para ir sacando los metales más preciados. Los chatarreros acordaban con quienes debieron hacer los trámites.Su desguace fue brutal y de pocas horas según la memoria de los ferroviarios. Casi todos los vagones, talleres y locomotoras fueron vendidos a desarmaderos o desguazados hacia 1981.Sin embargo, la comunidad deseadense reaccionó al ver el monumental saqueo y con una rápida y verdadera pueblada interceptó al camión que se llevaba al valioso vehículo ferroviario, en el mismo predio del ferrocarril, evitando así su desguace o negociado. Gracias a la valiente acción, los vecinos unidos pudieron cumplir con el objetivo de que el vagón se quedara en Puerto Deseado. Posteriormente, comenzaron una batalla judicial que terminó por concretar el traspaso del poder ejecutivo a la municipalidad para expropiar el vagón. Ese mismo año declarado Monumento Histórico Provincial según la Ley 1373/80 concretada en 1980.
Desde esta recuperación el Coche Reservado 502 fue ubicado en la Plaza del Vagón, corazón de Puerto Deseado, punto neurálgico que convoca la salida de manifestaciones o encuentros sociales, pues su presencia allí involucra el compromiso de los deseadenses. En 2005 al conmemorarse 25 años de su declaración como monumento histórico el vagón fue completamente restaurado y acondicionado como monumento histórico, cultural y turístico. 
En 2008 el monumento fue homenajeado al cumplirse los 110 años desde su creación, en diciembre de 2008, se organizó una semana de actividades para homenajearlo. Se realizaron jornadas literarias, actuaciones artísticas; se tomaron fotografías con vestimenta de época en el vagón; se transmitió un programa radial en vivo desde el Coche Reservado por la radio AM 740, dedicado exclusivamente a la historia del vagón con testimonios de algunos personajes de la ciudad.
Actualmente, es una reliquia ferroviaria que se constituye como un tesoro histórico y un símbolo de la capacidad de lucha del pueblo deseadense. Su recuperación fue un ejemplo motivador para que la municipalidad de Jaramillo en 2014 pueda recuperar el coche hermano de pasajeros de tipo primera clase número 111 con el que el número 502 compartía servicios.

## Características y usos
El coche aparece notado en dos importantes itinerarios que arrojan información valiosa. El primero de 1934 lo nota con la numeración 502 y la leyenda Reservado. En este documento se detallan: su peso, número ejes, fabricante y que estaba fuera de servicio por algún motivo. El segundo itinerario de 1940 arrojó la misma información y añadió detalles como: número de camas, distancia entre eje, 10 asientos de primera y que estaba en servicio.
Su construcción con materiales de excelente calidad, principalmente pinotea, y el diseño con todas las comodidades: tres camarotes con sus correspondientes literas y mobiliario, un baño completo con ducha; un salón comedor, y una cocina de gran porte que además facilitaba la calefacción de toda la unidad.Además el salón contaba con chimenea y sillones; los tres camarotes contenían sus respectivas muebles como mesa de luz y para acomodar la ropa, cocina con vajilla, y un baño con ducha, y en la parte del techo que es denominado linternón, tenía un tanque de agua que abastecía al propio coche reservado, lo que lo hacía realmente confortable.
Hoy en día, en su interior es posible ver parte del mobiliario original. También cuenta con fotografías y otros recursos visuales, que hilvanan un recorrido asistido por guías profesionales o de manera auto-guiada. Gracias a este material se permite explorar la historia de Puerto Deseado desde un plano más amplio, en el que se amalgaman diversos factores: la historia del ferrocarril en manos de los ingleses, su nacionalización, los intereses de sectores privados nacionales e internacionales, las manifestaciones obreras y la configuración social de todo un siglo. 
En 2019 el espacio fue equipado con una plaza con juegos infantiles, el interior del vehículo fue acondicionado para ser un micro cine y se organizaron actividades culturales - recreativas para conmemorar su recuperación Por último, para 2022 se logró la reinauguración de la muestra auto guiada de la recreación de 3 de los ambientes con objetos de la época, un camarote, el baño y la cocina. Esto se pudo conseguir gracias a la colaboración de Roberto Rodríguez y Fernando Cerdá que prestaron dichos objetos.

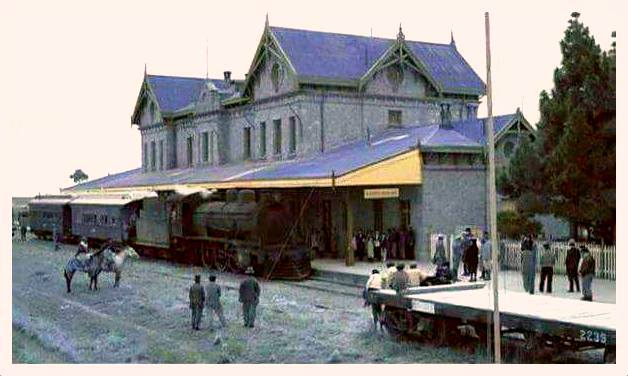
La estación Puerto Deseado en medio del rodaje de la película. La Patagonia Rebelde. Para ese año la estación se presentaba en buenas condiciones y sería uno de los últimos testimonios del ferrocarril. Se puede ver el coche histórico conformado la formación ferroviaria.